# Nomada cleopatra
Nomada cleopatra är en biart som beskrevs av Schwarz 1989. Nomada cleopatra ingår i släktet gökbin, och familjen långtungebin. Inga underarter finns listade i Catalogue of Life.